# Старий Юрмаш
Старий Юрма́ш (рос. Старый Юрмаш, башк. Иҫке Юрмаш) — село у складі Іглінського району Башкортостану, Росія. Входить до складу Турбаслинської сільської ради.
Населення — 127 осіб (2010; 144 в 2002).
Національний склад:
- башкири — 87 %